# Diego Gabriel Chaves
Diego Gabriel Chaves (* 7. April 1986 in San Miguel, Gran Buenos Aires) ist ein argentinischer Profiboxer im Weltergewicht.

## Amateurkarriere
Chaves wurde 2004 Südamerikanischer Juniorenmeister und gewann eine Bronzemedaille bei den Panamerikameisterschaften 2005. Er nahm daraufhin an den Weltmeisterschaften 2005 in China teil, wo er im ersten Kampf gegen István Szili ausschied. 2006 gewann er die Silbermedaille bei den Südamerikaspielen.
Bei den Panamerikanischen Spielen 2007 in Brasilien gewann er eine Bronzemedaille, nachdem er im Halbfinale gegen Demetrius Andrade ausgeschieden war. Er startete bei den Weltmeisterschaften 2007 in den USA, wo er im zweiten Kampf gegen Vitalie Grușac ausschied.
2008 scheiterte sein Versuch, sich für die Olympischen Spiele in Peking zu qualifizieren.

## Profikarriere
Sein Debüt im Profibereich gab er im Juli 2008 in Argentinien. Er gewann seine ersten 22 Kämpfe, davon 18 vorzeitig. Er gewann den Lateinamerikanischen Meistertitel des Weltverbandes WBO in den Klassen Halbmittelgewicht und Weltergewicht. In Titelverteidigungen schlug er auch die Veteranen Omar Weis und Jorge Miranda.
Am 21. Juli 2012 gewann er die Interimsweltmeisterschaft der WBA im Weltergewicht, durch einen K.-o.-Sieg in der zweiten Runde gegen den Franzosen Ismael El Massoudi (Bilanz: 36-3). Dadurch wurde er von der WBA automatisch auf Platz 1 ihrer Weltrangliste der Herausforderer für den Kampf um den regulären WM-Titel geführt. In seiner zweiten Titelverteidigung am 27. Juli 2013 in San Antonio, unterlag er durch K. o. in der zehnten Runde gegen Keith Thurman (20-0).
Im August 2014 wurde er im Kampf gegen Brandon Ríos (31-2) in der neunten Runde umstritten disqualifiziert. Der Kampf war von gegenseitigen Unsportlichkeiten überschattet, die beiden Boxern Punktabzüge einbrachten. Zum Zeitpunkt des Abbruches, führte Chaves auf den Zetteln der Punktrichter.
Am 13. Dezember 2014 boxte er in Las Vegas ein Unentschieden gegen Timothy Bradley (31-1). Nach vorzeitigen Siegen über Jorge Miranda (55-16), Luis Zarate (21-3) und Jean Prada (32-3), verlor er im Dezember 2017 selbst vorzeitig gegen Jamal James (21-1).

## Familie
Diego Chaves ist der Sohn des ehemaligen Profiboxers Rudecindo „Rudy“ Chaves (* 1947). Diegos Brüder Ariel (* 1971), Carlos (* 1973) und Ismael (* 1969) sind ebenfalls ehemalige Profiboxer.